# 小杉正雄
小杉 正雄（こすぎ まさお、1922年 - 2014年9月26日）は、日本の撮影監督。

## 参加作品

### 映画
- 乾いた花 (1964年)
- 暗殺 (1964年)
- あの娘と僕　スイム・スイム・スイム (1965年)
- あかね雲 (1967年)
- 海はふりむかない（1969年）
- 夜叉ヶ池（1979年）

### テレビドラマ
- 江戸川乱歩の黄金仮面 妖精の美女（1978年）
- 宝石の美女 江戸川乱歩の「白髪鬼」（1979年）
- 悪魔のような美女 江戸川乱歩の「黒蜥蜴」（1979年）
- 赤いさそりの美女　江戸川乱歩の「妖虫」（1979年）
- 帝銀事件 大量殺人・獄中三十二年の死刑囚（1980年）
- 白い乳房の美女　江戸川乱歩の「地獄の道化師」 （1981年）
- 天国と地獄の美女　江戸川乱歩の「パノラマ島奇談」（1982年）
- 松本清張の風の息（1982年）
- 父よ母よ!
- 雲霧仁左衛門
- 愛情の設計
- 美女放浪記
- 北の宿から
- 反逆の旅
- 撃たれる前に撃て!
- 青春の構図
- 夜霧の訪問者
- にっぽん美女物語　女の中の女
- はだしの青春
- ふれあい
- にっぽん美女物語
- 怒れ毒蛇　目撃者を消せ
- ひとつぶの涙
- 必殺仕掛人　梅安蟻地獄
- ときめき
- 必殺仕掛人
- としごろ
- 男じゃないか　闘志満々
- 黒の奔流
- 剣と花
- 追いつめる
- 可愛い悪女
- 人間標的
- 藤圭子　わが歌のある限り
- 望郷
- 俺は眠たかった!!
- めくらのお市　命貰います
- めくらのお市　みだれ笠
- 海はふりむかない
- 恋の乙女川
- スクラップ集団
- 女めくら　花と牙
- 昭和元禄ハレンチ節
- 新・いれずみ無残　鉄火の仁義
- いれずみ無残
- 温泉ゲリラ　大笑撃
- 花の宴
- 恋のメキシカンロック　恋と夢と冒険
- 人妻椿
- バラ色の二人
- シンガポールの夜は更けて
- 日本一のマジメ人間
- 「空白の起点」より　女は復讐する
- 坊っちゃん
- 春一番
- 赤い鷹
- 異聞猿飛佐助
- 美しさと哀しみと
- コレラの城
- 暗殺
- 女嫌い
- 踊りたい夜
- 鏡の中の裸像
- 港に消えたあいつ
- 独立美人隊
- パラキンと九ちゃん 申し訳ない野郎たち
- 涙を、獅子のたて髪に
- 山の讃歌　燃ゆる若者たち
- 九ちゃん音頭
- 私たちの結婚
- 川は流れる
- 三味線とオートバイ
- わが恋の旅路
- 夕陽に赤い俺の顔
- 乾いた湖
- 恋の片道切符
- 断崖に立つ女
- 火の壁
- ここに男あり
- 続々 禁男の砂 赤いパンツ
- 風のうちそと
- 愛の濃淡
- 幸運の階段
- その手にのるな
- 悪魔の顔
- 「婦警日誌」より 婦人科医の告白
- 白磁の人
- 茶の間の時間 愛情の波紋
- 美貌の園 前篇嘆きの花 後篇愛憎の夜
- ぶらりひょうたん シミ抜き人生
- 黄色い鞄